# Kerabistus marginatus
Kerabistus marginatus är en insektsart som först beskrevs av Ludwig Redtenbacher 1906.  Kerabistus marginatus ingår i släktet Kerabistus och familjen Aschiphasmatidae. Inga underarter finns listade i Catalogue of Life.